# Simeon Roksandić
Simeon Roksandić (Majske Poljane, 14. maj 1874 — Beograd, 12. januar 1943) bio je srpski vajar najstarije generacije. Bio je predstavnik srpskog akademizma, vezan za prve početke razvoja srpske skulpture.
U njegova najznačajnija dela ubrajaju se ženske figure na grobu Sime Matavulja iz 1910. godine, a od kasnijih radova spomenici dr Lazi Paču i Živojinu Mišiću. Simeon Roksandić je autor čuvene skulpture Dečak sa razbijenim krčagom na Čukur česmi i fontane Zlosrećni ribar na Kalemegdanu)

## Biografija
Bio je predavač u Užičkoj gimnaziji 1897/98.
Svoja dela je izlagao u okviru paviljona Kraljevine Srbije na međunarodnoj izložbi u Rimu 1911. godine.
Nastupao je 8. maja 1910. u Somboru na prvoj srpskoj umetničkoj, slikarskoj i vajarskoj izložbi u Vojvodini, pod pokroviteljstvom Patrijarha srpskog g.g. Lukijana, a otvorio ju je u županijskom zdanju g.g. Mitrofan Šević. Tri vajara, Đorđe Jovanović, Jovan Konjarek i Simeon Roksandić su izložili 23 skulpture, a ostalih 90 radova je predstavilo 18 slikara: 
| - Beta i Rista Vukanović, - Borivoje Stevanović, - Ljubomir Ivanović | - Marko Murat, - Petar Ubavkić - Natalija Cvetković, | - Vasa Eškićević - Paja Jovanović - Josif Lalić | - Petar Poček - jeromonah Rafailo Momčilović - Uroš Predić | - Jovan Kamenski - Stevan Aleksić - Moša Šoamović | - Bora Radenković - Ljubica Filipović |

## Radovi

### Zlosrećni ribar
Skulpturu je uradio u svom ateljeu u Rimu za Balkansku izložbu u Londonu 1907. Postoji zanimljivost vezana za ovu skulpturu. Greškom je obavešten da je brod koji je prevozio skulpturu potonuo pa je od gipsane makete uradio novi odlivak, tako da je na kraju završio sa 2 istovetna rada. Jedan je otkupio grad Beograd 1912. godine, a drugi opština Zagreb i fontanu postavila na Griču.

### Dečak koji vadi trn
Ova statua završena je 1911. godine, izlivena je u bronzi i nalazi se u Narodnom muzeju u Beogradu.

### Dečak sa razbijenim krčagom
Ovaj spomenik je u narodu poznat kao spomenik na Čukur česmi, 1931. 
Nalazi se u Dobračinoj uliciizliven u bronzi visine 30 cm, ukupne visine 149 cm. Spomenik je podignut 1931.
Na toj nekadašnjoj česmi, 3. juna 1862. godine, jedan turski vojnik (nizam) udario je srpskog dečaka, šegrta Savu, jer je ovaj protestovao što mu je Turčin sklonio krčag sa česme. Grupa Srba je preteći opkolila turske vojnike koji su se tu zatekli, ali su dragoman (tumač) srpske policije i terdžuman (posrednik kod turskih vlasti) odveli Turke s tog mesta. Međutim, pred zgradom policije Turci su ubili srpskog terdžumana Simu Nešića i smrtno ranili žandara Đorđa Nišliju. Ovi događaji bili su uvod u krvave sukobe između beogradskih Srba i Turaka, i povod za bombardovanje Beograda od strane Turaka 5. juna 1862. U spomen na te događaje, podignut je na tom mestu, iz sredstava Zadužbine trgovca Tome Vanđela, spomenik sa statuom dečaka.

## Galerija
- Bista Simeona Roksandića na Kalemegdanu.
- Zlosrećni ribar u fontani na Kalemegdanu.
- Dečak koji vadi trn.
- Dečak sa razbijenim krčagom.
- Spomenik oslobodiocima Vranja, popularno znan kao Čika Mitke.
- Skulptorova svastika.
- Borba lava i tigra, 1917.